# Исе (залив)
И́се, Исе-ван (яп. 伊勢湾 исэ-ван, «залив Исе») или И́сеноу́ми (яп. 伊勢海 исэ-но-уми, «море Исэ») — залив Филиппинского моря в Японии, вдается в южное побережье центральной части острова Хонсю. Расположен в прибрежных водах префектур Айти и Миэ. С запада, севера и востока окружён полуостровами Сима, Тита и Ацуми. На севере в залив впадают реки Кисо, Нагара, Иби и Сёнай. На юго-востоке сообщается с заливом Микава через пролив Накаяма.

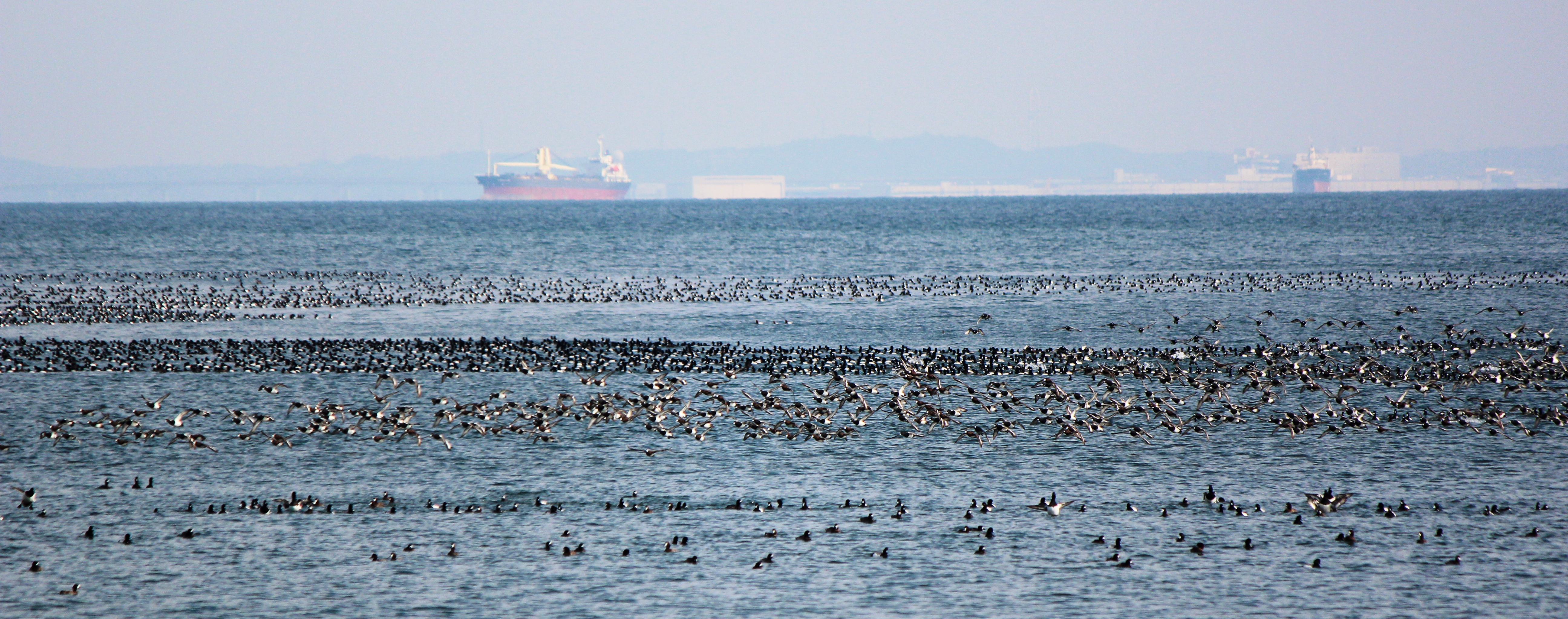
Морская чернеть в заливе

Объём воды — 33,9 км³. Средняя глубина — 19,5 м — 16,8 м. Ширина устья — 34,7 км; максимальная глубина во внутренней части залива — 36-49 м, у устья — до 100 м. Протяжённость залива с востока на запад составляет около 30 км, с севера на юг — около 60 км, площадь — около 1700 км² (1738 км²).

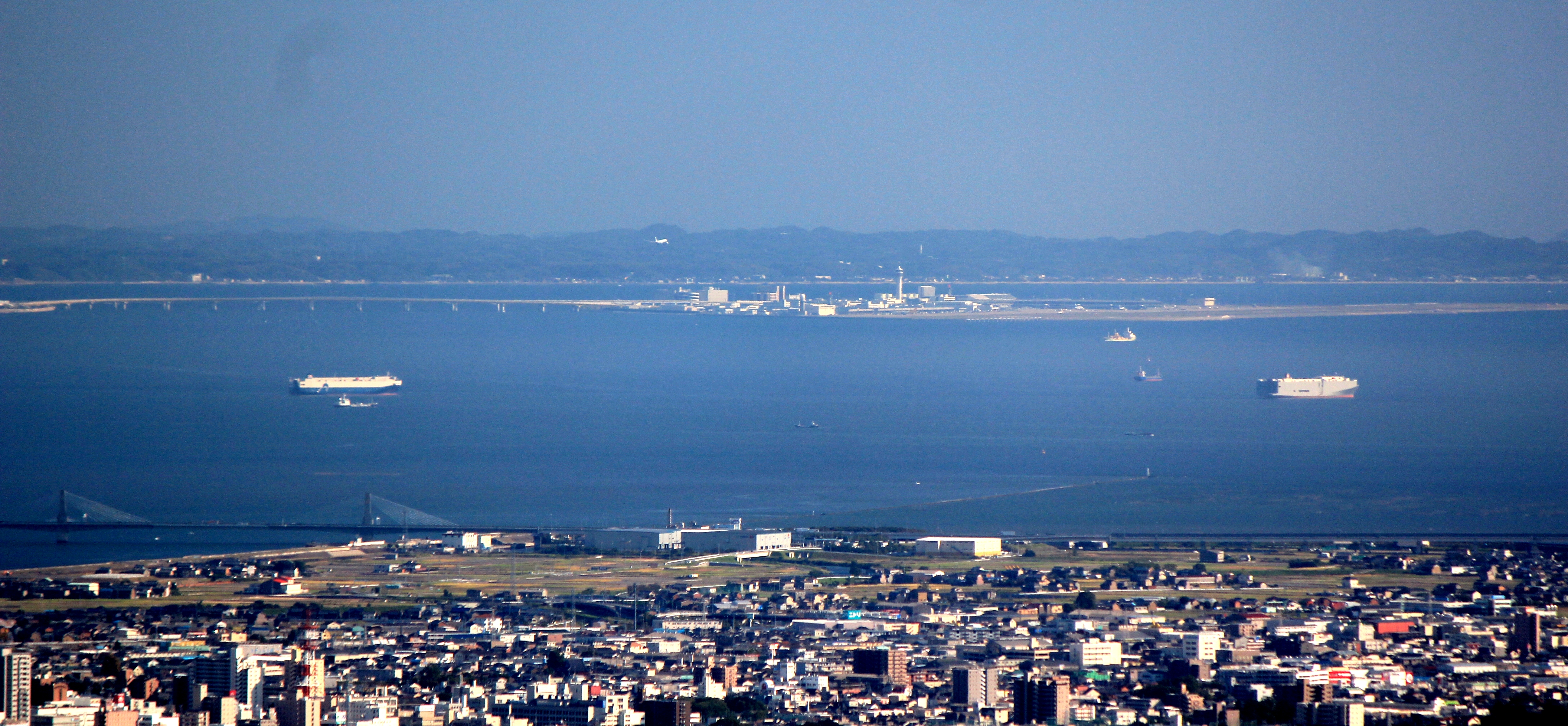
Расположенный в заливе Международный аэропорт Тюбу

На севере залива находится портовый город Нагоя. На территории водосборного бассейна залива проживает более 11 млн человек.
К концу третичного периода (около 3 млн лет назад) на месте залива располагалось пресное озеро Токай (東海湖). Во время последнего оледенения (около 20 тыс. лет назад), когда Японский архипелаг присоединился к материку, озеро полностью высохло. После этого в результате потепления климата уровень моря поднялся на 5 метров, в результате чего береговая линия дошла до современного города Кария. Позже наносы рек вновь отодвинули береговую линию, образовав аллювиальные равнины Ноби, Исе и другие. При этом, даже в эпоху Хэйан большая часть нынешней равнины Ноби, включая современную Нагою, была покрыта морем.